# شهرستان روزولت (نیومکزیکو)
شهرستان روزولت، نیومکزیکو از شهرستان‌های شرقی ایالت نیومکزیکو است. این شهرستان در سال ۱۹۰۳ و با جدا شدن بخش‌هایی از دو شهرستان مجاورش، یعنی شهرستان چاوز و شهرستان گوادالوپ تشکید شده و نام خود را نیز از نام تئودور روزولت، از رئسای جمهور پیشین آمریکا گرفته است.
جمعیت این شهرستان بر طبق آمارهای سال ۲۰۱۰ برابر است با ۱۹٫۸۴۶ نفر و مرکز آن نیز شهر پرتالز است.